# Kenz-Küstrow
Kenz-Küstrow je obec v německé spolkové zemi Meklenbursko-Přední Pomořansko. Leží v okrese Přední Pomořansko-Rujána na severním okraji státu, u břehu Baltského moře. Svou severozápadní hranicí sousedí s městem Barth s kterým jej spojuje železniční trať Velgast–Prerow.
Obec vznikla 31. prosince 1999 spojením vsí Küstrow a Kenz. Ty jsou obě slovanského původu, přičemž první zmínka o Küstrowě je z roku 1280 a první zmínka o Kenzu z roku 1313.